# ウィスコンシン大学マディソン校
ウィスコンシン大学マディソン校（英語: University of Wisconsin-Madison）は、ウィスコンシン州マディソンに本部を置くアメリカ合衆国の州立大学。1849年創立、1849年大学設置。

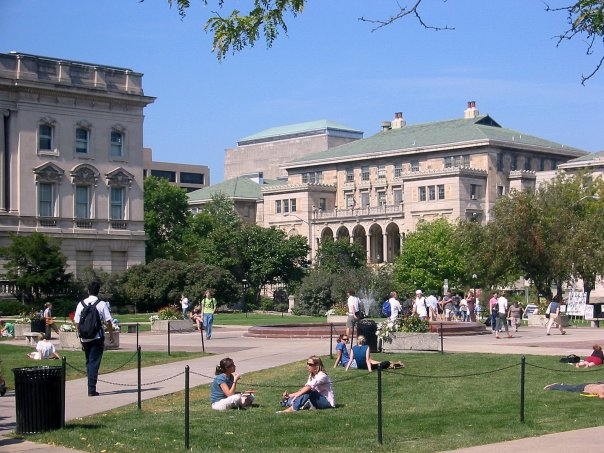
中庭

ウィスコンシン州の成立と同時に設置されたアメリカ中西部の伝統的な州立校で、ウィスコンシン大学システムの旗艦校である。THE大学ランキングでは世界第56位、アメリカ国内で第39位。USニューズ社のアメリカ国内大学ランキングでは総合第35位、公立校に限れば第9位。卒業生など関係者からこれまでに21人のノーベル賞受賞者が出た。
アメリカ合衆国の州立大学のなかでの名門校を指す「パブリック・アイビー」のひとつであり、フォーブス誌は、ウィスコンシン大学マディソン校が10の新しい名門州立大学群（The New Iveys）に選出している。
とくに生物学・化学・コンピューター科学などで高い研究と教育水準にあるとみなされており、心理学や社会学の学部教育ではアメリカ国内トップ10校に数えられる。また映画・写真などメディア研究の分野でも重要な業績を残している。
学部生の登録数は約3万4000人（2023年）。多くの留学生を受け入れており、近年は総学生数の約1−2割が外国人留学生である。学部合格率は 43%。
ウィスコンシン州政府から土地などの供与を受けているランドグラント大学で、州内に居住・移転した場合の年間の学費は約1万1000ドル（約170万円）と、アメリカの大学としてはかなり低く抑えられている。日本の大学との交換留学生も受け入れており、京都大学、慶應義塾大学、早稲田大学などと提携している。
カレッジスポーツが盛んなことでも知られ、特にアメリカン・フットボールでは国内の強豪10校の集まり「BIG 10」の一角を占める。
著名な卒業生に大西洋横断で知られる飛行士チャールズ・リンドバーグ、大村智らとともにノーベル賞を受賞した生物学者ウィリアム・キャンベル、第46代アメリカ副大統領ディック・チェイニー、作家ジョイス・キャロル・オーツなどがいる。また「Fortune500」に選ばれる優良企業500社のCEOの出身大学として、ハーバードやスタンフォードを押さえて長年第1位につけている。

## 著名な卒業生

### ノーベル賞受賞者
卒業生
- ハーバート・ガッサー　1944年 ノーベル生理学・医学賞
- ジョン・バーディーン　1956年/1972年 ノーベル物理学賞
- エドワード・ローリー・タータム　1958年 ノーベル生理学・医学賞
- スタンフォード・ムーア　1972年 ノーベル化学賞
- ジョン・ヴァン・ヴレック　1977年 ノーベル物理学賞
- セオドア・シュルツ　1979年 ノーベル経済学賞
- エルヴィン・ネーアー　1991年 ノーベル生理学・医学賞
- ポール・ボイヤー　1997年 ノーベル化学賞
- ギュンター・ブローベル　1999年 ノーベル生理学・医学賞
- ジャック・キルビー　2000年 ノーベル物理学賞
- アラン・マクダイアミッド　2000年 ノーベル化学賞
- エレン・ジョンソン・サーリーフ 2011年 ノーベル平和賞
- ウィリアム・セシル・キャンベル　2015年 ノーベル物理学賞

教員
- ジョセフ・アーランガー　1944年 ノーベル生理学・医学賞
- ジョシュア・レーダーバーグ　1959年 ノーベル生理学・医学賞
- ユージン・ウィグナー　1963年 ノーベル物理学賞
- ハー・ゴビンド・コラナ　1968年 ノーベル生理学・医学賞（遺伝子暗号の解明）
- ハワード・テミン　1975年 ノーベル生理学・医学賞（逆転写酵素の発見）
- オリヴァー・スミティーズ　2007年 ノーベル生理学・医学賞

### 政治分野
- エレン・ジョンソン・サーリーフ (リベリア共和国の大統領（2006年 - 2018年)）
- ディック・チェイニー (アメリカの政治家、実業家。アメリカ合衆国副大統領（2001年 - 2009年）
- 連戦 (元中華民国副総統)
- イアジュディン・アハメド (バングラデシュの政治家で2002年よりバングラデシュの大統領)
- ラス・ファインゴールド (民主党上院議員)
- エルンスト・ベンダ (ドイツの法学者、政治家、裁判官。1971年から1983年まで西ドイツの連邦憲法裁判所長官を務めた)
- ウィルバー・ジョセフ・コーエン (アメリカ合衆国の社会科学者、政治家)
- ローレンス・イーグルバーガー (アメリカ合衆国の政治家、外交官)
- アン・クルーガー（世界銀行チーフエコノミスト）
- リンダ・トマス＝グリーンフィールド（アメリカ合衆国の外交官、元国際連合大使）
- ローレンス・ウォン（シンガポール共和国首相）

### 学者
- スティーヴン・アンブローズ：歴史学者
- リン・マーギュリス(M.S.): 生物学者
- フレデリック・ターナー：歴史学者
- ガー・アルペロビッツ:政治学者・歴史学者
- ジョーン・スコット:歴史学者
- ウォルター・ラフィーバー:歴史学者
- ジョン・キング・フェアバンク:歴史学者
- ライト・ミルズ:社会学者
- ウィリアム・A・ウィリアムズ：歴史家
- アブラハム・マズロー:心理学者
- ポンチャイ・モンコンワニット:タイのサイアム大学の学長

### 音楽・芸術
- ジョーン・キューザック：女優
- ウォルター・ミリッシュ：映画プロデューサー
- マイケル・マン：映画監督
- ボズ・スキャッグス：シンガー
- フランク・ロイド・ライト:建築家

### その他の分野
- アーサー・C・ニールセン: エーシーニールセン創始者
- キャロル・アン・バーツ: Yahoo!の元社長兼最高経営責任者（CEO）。
- Lee R. Raymond CEO&Chairman エクソンモービル コーポレーション (Exxon Mobil Corporation
- 朱雲來中華人民共和国前総理朱鎔基長子，現任中國國際金融有限公司（CICC）CEO。
- ジム・ラヴェル:アポロ13号:船長
- チャールズ・リンドバーグ:飛行家
- オーガスト・ダーレス:小説家
- バド・セリグ:MLBの第9代コミッショナー
- Philip D. Reed:GEの前CEO(1940 - 1942, 1945 - 1959)
- ウィリアム・シルヴェスター・ハーレー:ハーレーダビッドソンの設立者
- William H. Davidson:ハーレーダビッドソンの前CEO(1942 - 1971)
- Deven Sharma:スタンダード&プアーズの前CEO

### 日本人卒業生
- 岡村正（1948年経営学修士・元東芝代表取締役）
- 葛西敬之（1969年経済学修士・JR東海代表取締役名誉会長）
- トーヅル・アイギル・オスカーソン駐日アイスランド大使（2004年7月着任）
- 津富宏（静岡県立大学国際関係学部准教授）
- 井伊雅子（一橋大学大学院経済学研究科教授）
- 笠嶋修次（経済学博士・北海学園大学名誉教授）
- 笠原博幸（ブリティッシュコロンビア大学経済学部教授）
- 勝間 靖（早稲田大学国際学術院大学院アジア太平洋研究科国際関係学専攻教授）
- 上東貴志 (神戸大学経済経営研究所教授)
- 木村福成（慶應義塾大学経済学部教授）
- 草郷孝好（関西大学社会学部教授）
- 佐藤仁志（新潟県立大学国際経済学部教授）
- 富井幸雄（東京都立大学法学部教授）
- 西沢利郎（東京大学公共政策大学院教授）
- 古澤泰治（東京大学大学院経済学研究科教授）
- 山﨑幸治（神戸大学大学院国際協力研究科教授）
- 吉野孝（早稲田大学政治経済学術院教授）
- 島田晴雄（千葉商科大学学長）
- 澤村博（日本大学名誉教授）
- 菅史彦（九州大学経済学部准教授)
- 末石直也（神戸大学経済学部教授）

## ランキング

### 主要世界大学ランキング
2022-2023年度THE世界大学ランキング
- 総合：第81位[17]
- 社会科学分野：第30位[18]
- 自然科学分野：第62位[19]
- 生物科学分野：第49位[20]
- 情報科学/工学分野：第83位[21]
- 人文科学分野：第92位[22]
- 医学分野：第176-200位[23]

その他世界大学ランキング
- CWUR世界大学ランキング：第28位(2023年)[24]
- 上海交通電気大学ランキング：第33位(2022年)[25]
- QS世界大学ランキング：第83位(2023年)[26]

### US NEWS大学ランキング
2022年度US NEWS大学学部課程ランキング
- 全米大学総合ランキング：第42位
- 全米州立大学ランキング：第14位

US NEWS主要研究課程ランキング
- 物理学部:第18位
- 化学部:第9位
- 生物学部:第18位
- 工学部:第14位
- 数学部:第14位
- 経済学部:第11位
- 政治学部:第16位
- 英語学部:第16位
- 歴史学部:第11位
- 心理学部:第9位

専門大学院
- 経営学大学院:第33位[28]
- 教育学大学院:第5位[29]
- 法科大学院:第31位[30]
- 医科大学院:第28位（研究部門）[31]
- 公共政策大学院第12位[32]

同校は公的資金により運営され、かつアイヴィー・リーグ同等の質の高い教育を提供する事を目標としている「公立版アイヴィー・リーグ」(Public Ivy)のひとつに数えられており、ミシガン大学アナーバー校等の名門州立大学と並び高い教育の質を誇る大学とされている。また、研究課程でも各主要学部の評価は高く、特に社会学部、化学部、歴史学部、経済学部が高い評価を受けており各種ランキングでも上位に位置するなどその研究実績は高く評価されている。米国学術研究会議が1995年に行った学術調査・ランキングによると、同大学の70プログラム以上が全米でトップ10入りを果たしており、同州立大学ランキングではカリフォルニア大学バークレー校、カリフォルニア大学サンディエゴ校、ミシガン大学アナーバー校、カリフォルニア大学ロサンゼルス校(UCLA)に次いで第5位にランクインしている。
ピース・コープス参加者数多数。ウィスコンシン大学はアメリカ大学連合（AAU）に選出された60校のひとつ。

## 研究大学として
同校は胚性幹細胞（ES細胞）研究の最前線であり、ジェームス・トムソン教授はヒトの胚幹細胞を単離した最初の科学者。

### 米国公立大学研究ランキング（2001-02）
- 連邦政府資金に依る研究 5位
- 連邦政府資金に依らない研究 2位
- 博士号助成 2位
- 研究支出費総額 3位

### 主な研究関連機関
- (WARF)；ウィスコンシン同窓会研究基金:特許管理機関
- ユニバーシティ・リサーチパーク（URP）：産学連携・技術移転
- Office of Corporate Relations (OCR)：産学連携オフィス
- 真核生物構造ゲノミクスセンター(CESG)：プロテオーム解析
- Midwestern Research University Network(MRUN)：中西部研究大学ネットワーク